# RegionAlps
RegionAlps est une entreprise de transport ferroviaire de Suisse qui exploite les trains régionaux à voie normale en Valais (excepté la ligne du Lötschberg). RegionAlps transporte près de 10.6 millions de passagers par an, soit environ 29 000 personnes par jour. Son chiffre d'affaires s'élève à 45,1 millions de CHF en 2020.

## Histoire
La société est née en 2003 d'une collaboration entre les Chemins de fer fédéraux suisses, qui détiennent 70 % du capital-action, les Transports de Martigny et Régions, détenteurs des 18 % et le Canton du Valais qui détient les 12 % restants.

## Réseaux
RegionAlps dessert les lignes :
- Brigue — Sion — Martigny — St-Maurice (partie valaisanne de la ligne du Simplon) ;
- Saint-Gingolph — Monthey — St-Maurice (ligne du Tonkin) ;
- Martigny — Sembrancher — Le Châble/Orsières (ligne Martigny — Le Châble/Orsières) ;
- la ligne de bus Loèche — Viège.

Au total, le réseau ferroviaire desservi est long de 146 kilomètres.

## Matériel roulant

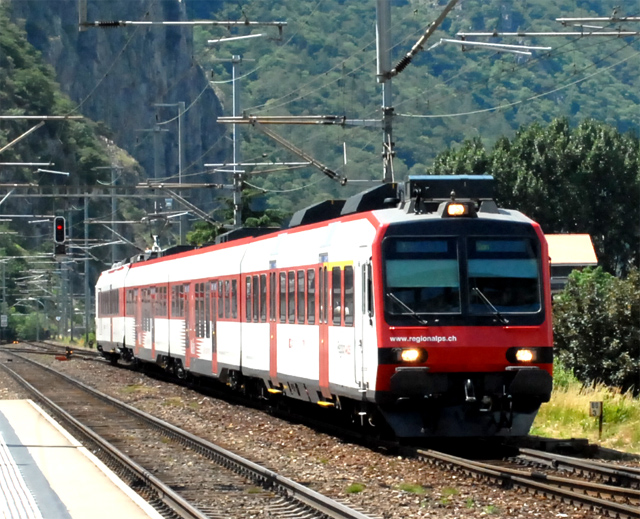
SBB RA 560 Domino

La société exploite actuellement 16 rames DOMINO pour la plaine, circulant de Saint-Gingolph à Brigue, et de 4 rames NINA (RABe 527) circulant de Martigny au Châble et à Orsières.